# Dedolarizare
     Statele Unite
     Adoptatori externi ai dolarului american
     Monede legate de dolarul american
     Monede legate de dolarul american cu bandă îngustă
     Zona euro 
     Adoptatori externi ai euro
     Monede legate de euro
     Monede legate de euro cu bandă îngustă

Utilizarea la nivel mondial a dolarului american::
Statele Unite
Adoptatori externi ai dolarului american
Monede legate de dolarul american
Monede legate de dolarul american cu bandă îngustă
Utilizarea monedei euro la nivel mondial:
Zona euro
Adoptatori externi ai euro
Monede legate de euro
Monede legate de euro cu bandă îngustă
Rubla belarusă este legată de euro, rubla rusă și dolarul american într-un coș valutar.

Dedolarizarea se referă la țările care reduc dependența față de dolarul american ca monedă de rezervă, mijloc de schimb sau ca unitate de cont.
Dolarul american a început să înlocuiască lira sterlină ca monedă de rezervă internațională din anii 1920, de când a ieșit relativ nevătămat din Primul Război Mondial și deoarece Statele Unite ale Americii au fost un destinatar semnificativ al intrărilor de aur din timpul războiului. După ce SUA a apărut ca o superputere și mai puternică în timpul celui de-al Doilea Război Mondial, Acordul de la Bretton Woods din 1944 a instituit sistemul monetar internațional postbelic, dolarul american urcând pentru a deveni principala monedă de rezervă pentru comerțul internațional și singura valută postbelică legată de aur la 35 USD pe uncie troy.
După înființarea sistemului Bretton Woods, dolarul american a fost folosit ca mijloc pentru comerțul internațional. Departamentul de Trezorerie al Statelor Unite exercită o supraveghere considerabilă asupra rețelei de transferuri financiare SWIFT și, în consecință, are o influență uriașă asupra sistemelor de tranzacții financiare globale, având capacitatea de a impune sancțiuni entităților și persoanelor străine.

## Exemple
De la începutul lui 2023, Argentina plănuiește să se alăture Braziliei pentru a plăti importurile din China de petrol folosind yuanul în loc de dolari americani.
La sfârșitul lunii martie 2023, China și Brazilia au finalizat un acord pentru a desfășura schimburi comerciale folosind doar monedele lor.
În aprilie 2023, președintele bolivian Luis Arce a dezvăluit că guvernul ia în considerare în mod activ adoptarea yuanului Chinei ca alternativă la dolarul american pentru desfășurarea comerțului internațional.
Din 2011, China trece treptat de la comerțul cu dolari americani în favoarea yuanului chinezesc, iar în martie 2018, China a început să cumpere petrol în yuan susținut de aur.
Imediat după începutul invaziei ruse a Ucrainei, majoritatea țărilor occidentale au impus sancțiuni grele asupra mărfurilor și sectorului bancar din Rusia. Ca răspuns, la 31 martie 2022, președintele rus Vladimir Putin a semnat un decret prin care, începând cu 1 aprilie, țările neprietenoase sunt obligate să plătească importurile de gaze naturale în ruble. Liderii europeni au respins inițial plata livrărilor în ruble, marcând că o astfel de mișcare ar submina sancțiunile deja impuse Moscovei. În aprilie 2022, patru companii europene de gaze au efectuat plăți comerciale în ruble.
La 24 noiembrie 2022, vicepreședintele Mahamudu Bawumia (din Ghana) a declarat că lucrează pentru a cumpăra petrol în aur și a adăugat: „Trocul de aur cu petrol reprezintă o schimbare structurală majoră."
India explorează modalități de a-și consolida economia prin reducerea dependenței sale față de dolarul american.
Ca urmare a sancțiunilor americane, Iranul a încercat din greu să-și reducă dependența de dolar. Țara a căutat căi sau metode alternative de a desfășura comerțul internațional utilizând diverse monede, cum ar fi euro. Republica Islamică Iran se străduiește, de asemenea, să aplice tehnologia blockchain și monedele digitale pentru a ocoli sistemul financiar internațional și, de asemenea, pentru a reduce efectul sancțiunilor.
În ianuarie 2023, ministrul de finanțe din Arabia Saudită, Mohammed Al-Jadaan, a declarat că este deschis comerțului cu alte valute în afară de dolarul american, iar această afirmație este considerată a fi prima de acest fel în ultimii 48 de ani.
Datorită fluctuațiilor dolarului din ultimii ani, țări precum Malaezia caută o alternativă adecvată la dolar în tranzacțiile comerciale globale pentru a-și consolida economia.
În august 2022, Turcia și Rusia au convenit să folosească ruble în comerțul cu gaze naturale.